# 3 Times Square
3 Times Square, auch Reuters Building, ist ein Wolkenkratzer in Manhattan in New York City. Er war bis 2008 der nordamerikanische Hauptsitz der britischen Nachrichtenagentur Reuters und ist seitdem ein Standort von Thomson Reuters.

## Lage
Der Büroturm befindet sich in Midtown Manhattan an der Seventh Avenue zwischen der West 42nd und West 43rd Street am Südende des Times Square. Direkte Nachbarn sind das New Victory Theatre in der West 42nd Street und das Lyric Theatre in der West 43rd Street. Weitere bekannte Nachbargebäude sind das historische Gebäude 1501 Broadway, der Wolkenkratzer 5 Times Square und das Hochhaus One Times Square mit dem Zeitball Times Square Ball.

## Beschreibung
3 Times Square wurde vom Architekturbüro Fox & Fowle (heute FXCollaborative) entworfen und von 1998 bis 2001 für Reuters errichtet. Der Wolkenkratzer hat eine architektonische Höhe von 169,2 Meter (555 Fuß) und 30 Etagen. Mit dem aufgesetzten Antennenmast misst das Bauwerk 201 Meter (659 Fuß). Das Gebäude besitzt eine leicht gebogene Glasfassade an der 7th Avenue, kombinierte Glas-, Steinfassaden an der 42nd und 43rd Street und an der Südostecke eine siebenstöckige mit Terrakotta verkleidete Rotunde. An der Spitze der östlichen Fassade befindet sich ein beleuchteter blauer Keil, der ursprünglich das Reuters-Logo trug. Die ersten drei Etagen beherbergen Einzelhandel sowie die drei Stockwerke hohe Lobby mit Glaswand zur 7th Avenue. An der Fassade des Wolkenkratzers sind im Bereich der Basis und an 14 oberen Etagen an der abgeschrägten Nordostecke große Werbetafeln angebracht.
An der West 42nd Street befindet sich im Erdgeschoss ein Zugang zur Station Times Square–42 Street der IRT Broadway–Seventh Avenue Line der New York City Subway. Sie wird von den U-Bahn-Linien  bedient.

## Geschichte
Im Rahmen einer von der New York City Economic Development Corporation Ende der 1990er Jahre veranlassten Neubebauung des südlichen Times Square im Bereich Broadway/7th Avenue/West 42nd Street mit vier neuen Wolkenkratzern erwarben Reuters und Rudin Management gemeinsam per Pachtvertrag das Grundstück des heutigen 3 Times Square. Von 1998 bis 2001 ließen sie das Reuters Building als amerikanischen Hauptsitz der Nachrichtenagentur errichten. Nach der Übernahme von Reuters durch das Medienunternehmen The Thomson Corporation entstand am 17. April 2008 der Medienkonzern Thomson Reuters, dessen Name der Büroturm fortan trug. Der offizielle Name des Büroturms ist 3 Times Square.
Für 25 Millionen US-Dollar erfolgte 2021/22 eine Renovierung von 3 Times Square durch das Architekturbüro FXCollaborative. Sie umfasste eine Neuverkleidung der unteren Glasfassade, Neugestaltung der Lobby und neu ausgestattete Freizeiträume.
Neben Thomson Reuters gehören mit Stand 2025 zu den Mietern unter anderem die JPMorgan Chase Bank, AT&T, die Hochschule Touro University, die Hochschule Touro College of Pharmacy und die Anwaltskanzlei Kilpatrick Townsend & Stockton LLP.

## Galerie

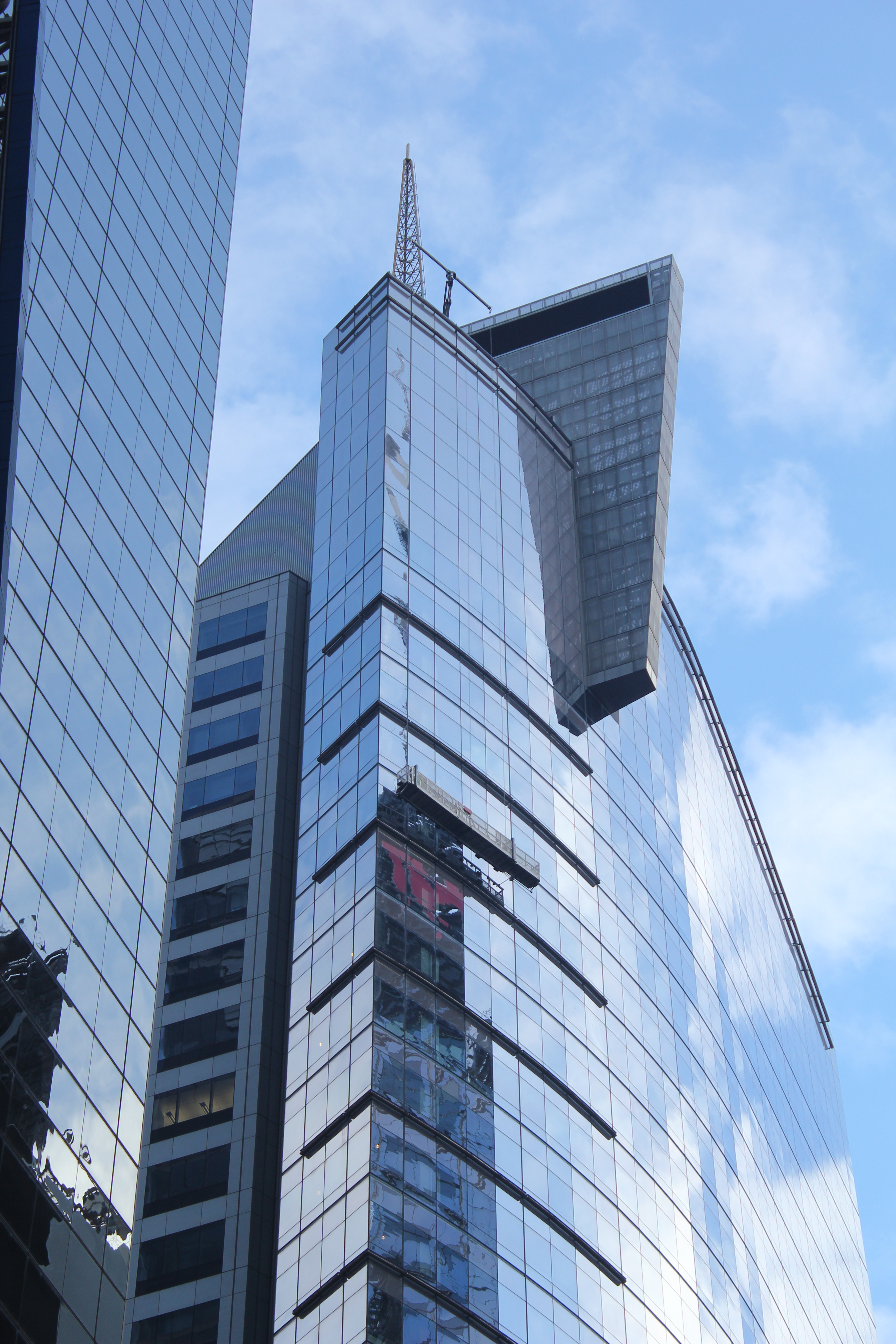
Südostecke und Keil im Jahr 2021.
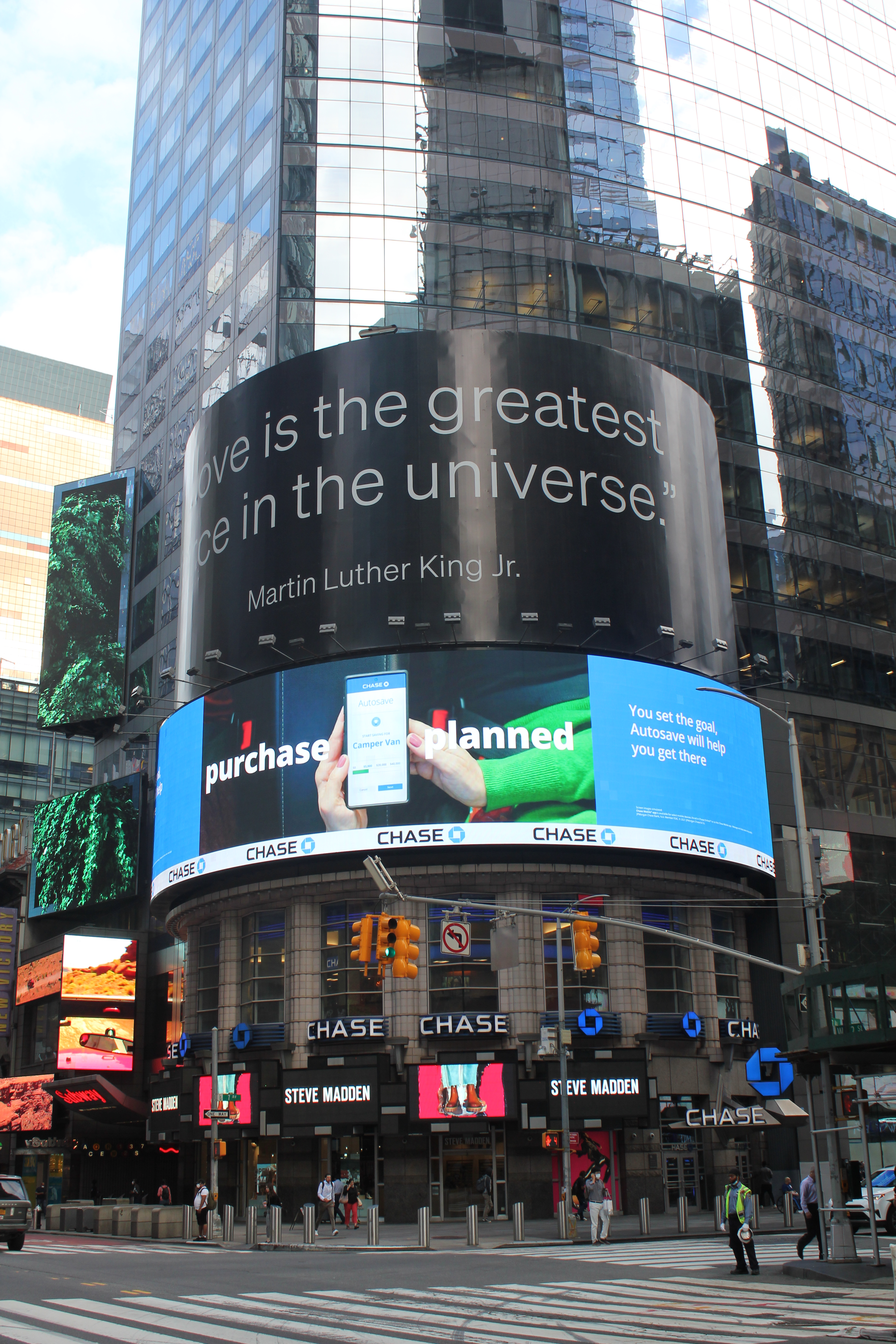
Die Rotunde an der Südostecke.
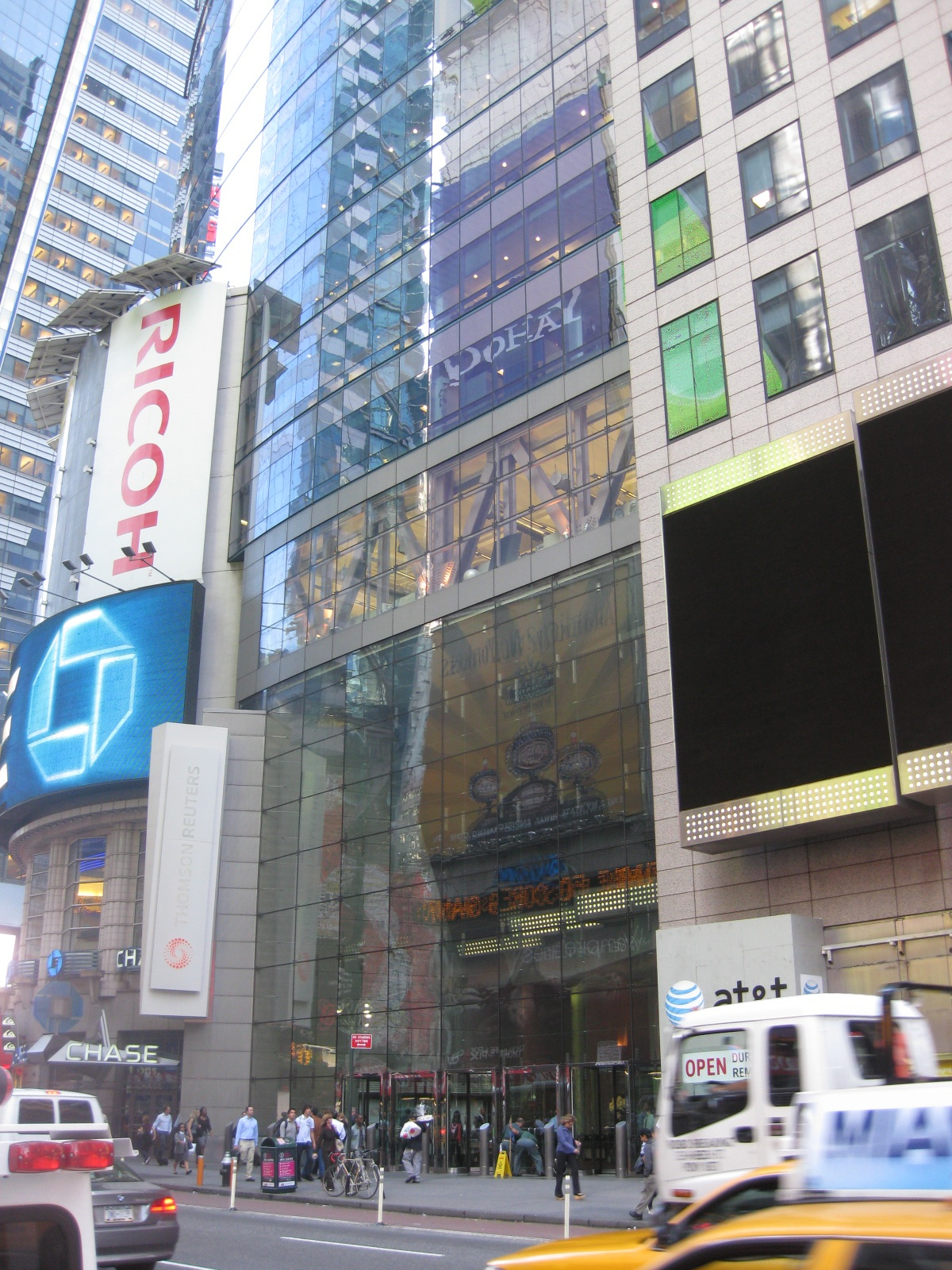
Der Haupteingang vor der Modernisierung.
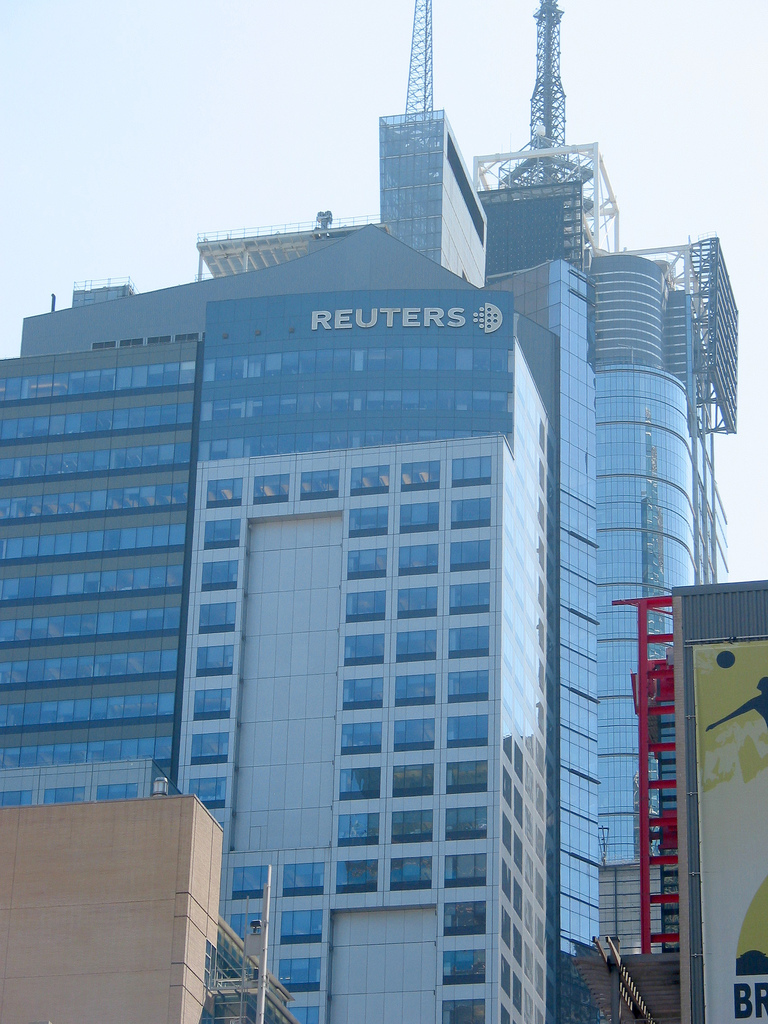
Turmspitze mit Antenne und Reuters-Logo im Jahr 2006, dahinter Four Times Square.